# Wendell Borton
Wendell Borton er en fikiv dreng fra komedieserien The Simpsons. Han går i Bart Simpsons klasse og er med i Barts klike. Han præsenteres pivet og bleg, og bliver ofte køresyg. Han optræder ikke meget i serien eftersom han er statist.